# Zelowan allegena
Zelowan allegena Murphy & Russell-Smith, 2010 è un ragno appartenente alla famiglia Gnaphosidae.

## Etimologia
Il nome della specie deriva dall'aggettivo latino allegenus, -a, -um, che significa estraneo, alieno, in riferimento all'aspetto esteriore dell'epigino in vista ventrale, che richiama alla mente il volto di un alieno della fantascienza.

## Caratteristiche
L'olotipo femminile rinvenuto ha lunghezza totale è di 4,17mm; la lunghezza del cefalotorace è di 1,40mm; e la larghezza è di 1,00mm.

## Distribuzione
La specie è stata reperita nel Congo orientale: l'olotipo femminile è stato rinvenuto nella foresta di Visiki, a nordovest della città di Butembo, appartenente alla provincia del Kivu Nord.

## Tassonomia
Al 2016 non sono note sottospecie e dal 2010 non sono stati esaminati nuovi esemplari.